# Hermann Heller (Politiker)

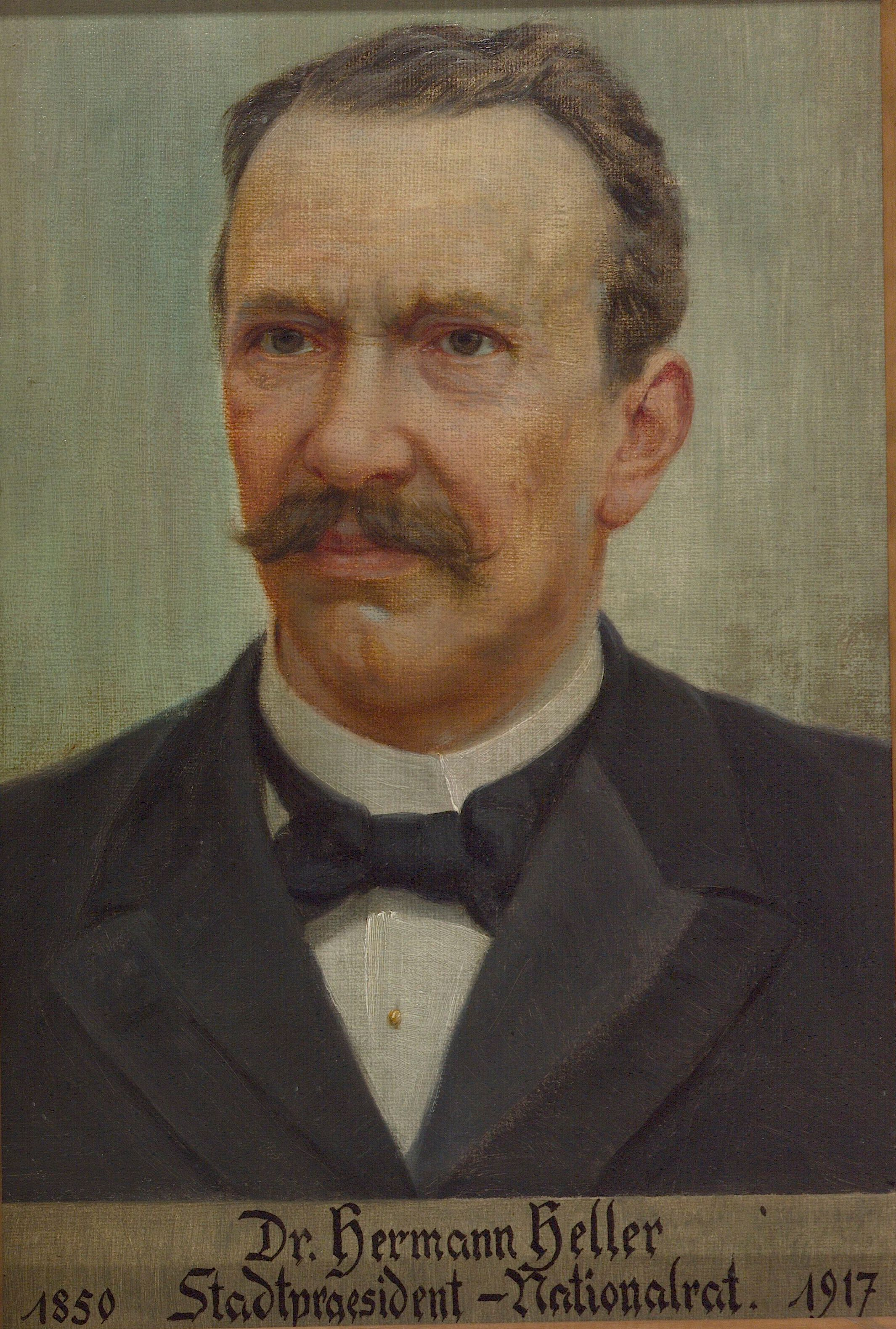
Porträt von Hermann Heller

Hermann August Heller (* 28. Januar 1850 in Luzern; † 25. Juni 1917 in Wilen bei Sarnen, heimatberechtigt in Luzern) war ein Schweizer Politiker (liberal, danach FDP).

## Biografie
Hermann Heller kam am 28. Januar 1850 in Luzern als Sohn des Arztes und liberalen Politikers Johann (Jakob) Heller und der Friederike Heller, geborene Torrent, zur Welt. Heller besuchte die Realschule in Luzern. Anschliessend nahm er das Studium der Rechte an Universitäten in Basel, München und Heidelberg auf und wurde Dr. iur. Nach dem Studium begann Hermann Heller 1876 seine Arbeit als Bezirksrichter, wurde 1877 Gerichtspräsident und übte diese Tätigkeit bis 1891 aus.
Seine politische Karriere auf kantonaler Ebene war einerseits die Mitgliedschaft im Luzerner Grossen Rat (heute Kantonsrat), dem er von 1877 bis zu seinem Tod 1917 angehörte. Er war andererseits auch Parteipräsident der Liberalen des Kantons Luzern.
Auf kommunaler Ebene begann seine politische Karriere 1887 mit der Wahl in den Ortsbürgerrat. Seit 1891 war er Präsident dieses Gremiums und blieb es bis zu seinem Tod 1917. Im Jahr 1891 wurde Hermann Heller sowohl in den Luzerner Stadtrat (Stadtregierung) als auch zum Stadtpräsidenten von Luzern gewählt. Beide Ämter gab er 1916 ab. Er war zudem Präsident der städtischen Liberalen.
Hermann Heller gehörte 1891 bis 1917 dem Nationalrat an. Im Jahr 1899 war er Nationalratspräsident. Hermann Heller war auch Präsident der radikal-demokratischen Fraktion. Ausserdem war er von 1906 bis 1917 Mitglied im Bankrat der Schweizerischen Nationalbank und Präsident der Zweigstelle Luzern.
Daneben war Hermann Heller in mehreren Verwaltungsräten privater Unternehmen aktiv. Er sass zudem im Verwaltungsrat der Schweizerischen Bundesbahnen.
Hermann Heller war mit Franziska Josefa (Fanny genannt) Aregger verheiratet und hatte mit ihr einen Sohn.